# 斯韋亞 (佛羅里達州)
斯韋亞（英語：Svea）是位於美國佛羅里達州奧卡魯沙縣的一個非建制地區。該地的面積和人口皆未知。

## 地理
斯韋亞的座標為30°58′04″N 86°24′12″W / 30.96778°N 86.40333°W，而該地的平均海拔高度為90米（即295英尺）。